# Гросвальштадт
Гросвальштадт (нім. Großwallstadt) — громада в Німеччині, розташована в землі Баварія. Підпорядковується адміністративному округу Нижня Франконія. Входить до складу району Мільтенберг.
Площа — 14,03 км2. Населення становить 4090 ос. (станом на 31 грудня 2020).